# Taipidon anceyana
Taipidon anceyana foi uma espécie de gastrópodes da família Charopidae.
Foi endémica da Polinésia Francesa.